# Plac Międzymoście w Poznaniu
Plac Międzymoście – plac na pograniczu Chwaliszewa i Garbar w Poznaniu, między ulicami: Wielką, Chwaliszewo i Mostową.
Nazwa wywodzi się od historycznego położenia tego terenu, na styku starego koryta Warty (obecnie suchego) i odnogi zwanej Starą Rzeką. Na północ od tego miejsca istniał Most Chwaliszewski, a na południe most w ciągu ulicy Wodnej łączący Stary Rynek z Groblą. W pobliżu przebiegały też mury miejskie miasta lokowanego w 1253 (m.in. Brama Wielka).
Obecnie plac oczekuje na rewitalizację, stanowiąc zdewastowany fragment przestrzeni urbanistycznej (parking), pomiędzy Starym Miastem, a Chwaliszewem, na Trakcie Królewsko-Cesarskim.
W rejonie placu stoją: Kościół Wszystkich Świętych i Krzyż Chwaliszewski.